# Бриуд (округ)
Бриуд (фр. Brioude) — округ (фр. Arrondissement) во Франции, один из округов в регионе Овернь. Департамент округа — Луара Верхняя. Супрефектура — Бриуд.
Население округа на 2006 год составляло 46 149 человек. Плотность населения составляет 30 чел./км². Площадь округа составляет всего 1529 км².